# Il segreto (film 1974)
Il segreto (Le Secret) è un film del 1974 diretto da Robert Enrico.
Il soggetto è basato sul romanzo Le Compagnon indésirable di Francis Ryck.

## Personaggi
Gli interpreti principali sono Jean-Louis Trintignant nel ruolo di David Daguerre, Marlène Jobert nel ruolo di Julia Vandal e Philippe Noiret nel ruolo di Thomas Bertelot.